# 雪圖
《雪圖》相傳為五代南唐畫家巨然所作之山水畫，長 103.6 厘米，寬 52.5 厘米，現藏於國立故宮博物院。

## 作者簡介
《雪圖》作者巨然，為五代南唐江寧（約今南京）開元寺僧人，或一說為鐘陵人。
巨然師從畫家董源，郭若虛稱其「筆墨秀潤，擅為煙嵐氣象、山川高曠之景」，以豎式的構圖作品居多，並與其師董源合稱為「董巨」， 為五代至宋初江南山水派的代表人物之一。

## 構圖與技法
《雪圖》為直豎式的段式遠近構圖，描繪出山谷溪壑的高聳險峻。 上方遠景有兩座巨大的山嶂衝破雲層而直衝天際，岩壁一環接著一環地向外延伸展開，在暗處以及側面以卷雲皴與披麻皴的技法點皴，凸顯出山壁的層次感與浩大雄偉之體積，並在兩側描繪出不規則而突出的鋸齒狀岩壁，增強氣魄張力。中段中景的部分位於雲霧下方，右方具有隱蔽在山巖中而露出一隅的寺廟，在大門前方不遠處有位挑著扁擔的行者朝建物走去，圖畫的中間亦有一位騎著馬匹的旅人，與身後的侍從冒著風雪趕往前方的建築。圖像的下層近景則是溪河與溪岸之景，枯枝與覆蓋松葉的松樹蜷曲而蜿蜒，樹幹表面以環型的運墨技法形塑出樹皮的凹凸質地，樹枝以弧形的方式進行勾筆，宛如蟹爪一般。在溪邊的幾棵樹相比遠景直挺的松針，生長形狀稍微彎曲而萎縮，好似耐不住雪天的氣候而快要墜落到溪中一樣。

## 作品賞析
整體色彩以白色為主，營造出白雪皚皚的時節景色，並以淡色筆墨於雪上揮抹，標誌出雪地之中的深淺明暗層次感，以及地景的變化。而天空與水面的色彩也以墨色暈染，與雪地作出明顯的區隔，呈現強烈的對比。山壁岩石的表現則使用皴法表現出岩石的突起與裂縫的崎嶇不平。繪畫中段的部分則有大面積的留白，塑造出氤氳繚繞的雲層景象，一方面凸顯出山巒的高度，另一方面暗示周圍深不 可測的懸崖溪壑，若是一不小心失足，則後果不堪設想。相較於龐大巨聳的山壑岩壁與團簇叢生的草石林木，三位旅者以及寺廟建築物在畫中顯得非常渺小，仿佛作者試圖將人與自然作出對比，但也因為他們是畫中獨有的存在，與畫中站主 要部份的自然景物相比具有明顯的「異質性」，所以在畫中顯得惹眼而成為焦點。 或也因這樣的設計使得觀者能有一定的帶入感，能遙想自身處於大雪紛飛的溪谷山壑之中，徒步行旅的艱難，一方面能感受大自然的鬼斧神工，另一方面能體悟 行旅的艱辛。

## 作者爭議
由於此幅作品中有許多景物表現的技法與巨然其他的作品有不同之處，且不符合五代南唐時期的時代脈絡，因此此作品是否出於巨然之手而有討論空間。例如在樹木的繪法上，《雪圖》所展現的風格是以強勁弧形的蟹爪姿態呈現，然而在巨然的其他作品之中，樹木的型態習慣是以「苔點式」的點墨技法描繪，用模糊的圓點點出樹枝與樹葉的容貌，如《秋山問道圖》和《蕭翼賺蘭亭圖》中以墨團以及直線勾畫的方式，呈現樹木枝頭，與蟹爪的呈現方式差異甚大。而在山石的繪製上，《雪圖》運用了類似卷雲皴的技法，以在山石的陰影處 與凹陷處進行點墨擦飾，凸顯出山石的厚實與層次，不過在巨然的其他作品之中，多以披麻皴的方式呈現山石的表現紋理，且卷雲皴技法需至北宋以後才逐漸成熟。蟹爪枝與卷雲皴的畫法多為北宋時期的李郭畫派所採用，因此現傳的《雪圖》也有可能是為李郭畫派的繪師所臨摹的作品。
而就構圖與佈局上而言，《雪圖》的主體以遠景的高聳山峰為主軸，整體樹木比例所占不高，神似於北宋時期范寬的《谿山行旅圖》等作品。另外巨然為江南人而以雪景圖做為繪畫主題顯得不太自然，畫中雖有溪河，人物卻以馬匹為交通，不太符合「南船北馬」的習慣。在山岩的造型上，《雪圖》遠景主峰的側邊呈現鋸齒而不規則的型態，較巨然其他作品中圓潤平整的山壁岩石來說，過 顯崎嶇而突兀，不太符合巨然的風格。藝術史學者傅申便就這些點來看，認為《雪圖》並非出自巨然之手，很有可能是南宋或元代的仿古之作。不過其中，巨然確實有較長期居住於北方的經驗，相較董源等江南派，也吸納了北宋全景山水的構圖方式，《雪圖》也有可能是其所見之北方山水景色，然而在巨然的闊遠山峰作品之中雖也具有「峭拔」、「瑣細」的表現，但並不同於范寬等北宋粗硬而保有江南山水質感。《雪圖》中所顯現的鋸齒狀山岩、歪曲傾斜的松針與蟹爪般的樹枝，其所表現的樣態似乎都不如巨然其他作品一樣具有江南派的天真風格。
《雪圖》或非巨然之作，但在構圖、技法與意境上卻也是五代至南宋風格集大成者，融合了北宋山谷大景的構圖方式，顯出自然的氣勢與人物比例的渺小，另一方面承襲了李郭畫派的卷雲皴與蟹爪樹枝畫法，構築出自然景物的層次與張力，又中景運用「空雲法」的畫法，為畫面留白而留給觀者的想像，延伸了景物的空間，可謂鮮明而成熟的仿作。